# Taufikurrahman Saleh

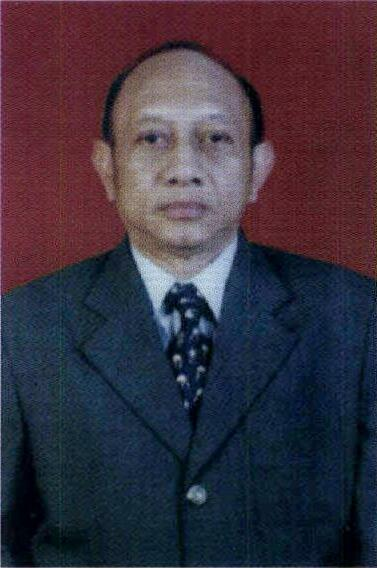
Taufikurrachman Saleh, Buku Kenangan Anggota Dewan Perwakilan Rakyat Republik Indonesia 1999–2004.

Taufikurrahman Saleh (geb. 4. September 1949, Surabaya, Indonesien; gest. 20. Januar 2023, Lamongan, Indonesien) war ein indonesischer Politiker und Rechtsanwalt. Er war unter anderem Mitglied des People’s Representative Council für den Wahlkreis East Java IX von 1999 bis 2009. Er war davor schon Mitglied des Surabaya City Council und der East Java Provincial Assembly.

## Leben

### Jugend
Taufikurrahman Saleh wurde am 4. September 1949 in Surabaya, Jawa Timur, geboren. Seine Eltern waren Muhammad Saleh und Siti Maemunah. Sein Vater, Muhammad Saleh, war von Herkunft Javaner und Madurese und hatte früher den Ostjavanischen Zweig der Nahdlatul Ulama geführt, während seine Mutter, Siti Maemunah, Javanerin war.
Er erhielt seine weiterführende Ausbildung an der 9th Surabayan Junior State High School und einer privaten Highschool 1968 und 1970. Er studierte zehn Jahre lang Rechtswissenschaft an der Airlangga University und erhielt 1980 einen Bachelor of Law. Während seiner Zeit in der Universität war Taufikurrahman aktiv in verschiedenen Studentenorganisationen. Er nahm führende Ämter in der Nahdlatul Ulama Students’ Association und der Muslim Students’ Association ein und war Vorsitzender des Studenten-Senats der Universität zwischen 1975 und 1977.
Nach seinem Abschluss begann Taufikurrahman verschiedene Arbeiten. Er arbeitete unter anderem als Consultant und führte ein Personalbüro an einer Zuckerfabrik in Sidoarjo. Er konnte sich jedoch nur als Dozent und Rechtsanwalt etablieren. Er begann Rechtswissenschaft an der Sunan Giri University in Surabaya zu unterrichten, sowie an der National Administration Academy. Nach der Akkreditierung 1985 begann Taufikurrahman bei einer Stiftung zur Rechtsunterstützung in Surabaya als Rechtsanwalt zu arbeiten.

## Karriere

### Lokalpolitik
Taufikurrahman schloss sich 1985 der United Development Party (Partai Persatuan Pembangunan, PPP) an und wurde der stellvertretende Parteiführer in Surabaya. Er wurde 1987 ins Surabaya City Council gewählt und wurde 1990 in Surabaya Parteiführer. Er wurde 1992 wiedergewählt und wurde stellvertretender Sprecher des Council. 1994 wurde Taufikurrahman in einen Bestechungsfall verwickelt, nachdem er beschuldigt wurde einen Autorisierungsbrief für gewisse Mittel unterzeichnet zu haben, er wurde jedoch als nicht schuldig befunden.
Kurz nach Ende seiner Amtszeit im Council, 1997, wurde Taufikurrahman Mitglied des East Java Regional People’s Representative Council. Nach dem Fall des Regimes von Suharto 1998 wurde Taufikurrahman der stellvertretende Sprecher des East Java Regional People’s Representative Council. Im selben Jahr spalteten sich Mitglieder der Nahdlatul Ulama von der United Development Party ab und gründeten die National Awakening Party (PKB). Taufikurrahman schloss sich der Partei an und wurde Mitglied des Vorstands.

### Mitglied der DPR
Taufikurrahman wurde nach den Wahlen 1999 Mitglied des People’s Representative Council für die PKB. Er gewann die Wiederwahl 2004 mit 105.981 Stimmen. Während seiner Amtszeit wurde Taufikurrahman für verschiedene Kommissionen jeweils kurzzeitig besetzt. 2005 wurde Taufikurrahman zum Regent von Lamongan ernannt mit einem Running Mate von der Partei Golkar, war aber nicht erfolgreich.
Im Oktober 1999 wurde Taufikurrahman von Matori Abdul Djalil, dem damaligen Vorsitzenden der Partei, aufgefordert im Preparation Committee für die People’s Consultative Assembly mitzuarbeiten. In der Amtszeit der Consultative Assembly wurde in den Präsidentschaftswahlen 1999 Abdurrahman Wahid, der Parteiführer der PKB, zum Präsidenten gewählt. Kurz danach ernannte Wahid Taufikurrahman zum Sprecher der Partei im Parlament.
Anfangs waren die Beziehungen zwischen Wahid und Taufikurrahman freundlich und Taufikurrahman verteidigte Wahids Berichte im Parlament. 2008 kam es jedoch zu einem Zerwürfnis zwischen Abdurrahman Wahid und dem stellvertretenden Sprecher der PKB Muhaimin Iskandar. Taufikurrahman stellte sich zu Muhaimin und ließ sich als Kandidat für die Fraktion von Muhaimin im People’s Representative Council aufstellen. Muhaimin gewann die Kontrolle über die Partei, aber Taufikurrahman wurde nicht wiedergewählt.
Nach seinem Ausscheiden aus dem People’s Representative Council wurde Taufikurrahman aktive in der Nahdlatul Ulama. Er arbeitete auch weiterhin als Lehrer und schrieb mehrere Bücher über Pädagogik.

## Tod
Saleh starb am 20. Januar 2023 in Lamongan im Alter von 73 Jahren und wurde zwei Tage später bestattet.